# Dolenje Jesenice
Dolenje Jesenice so naselje v Občini Šentrupert.